# Piledriver
Pour les articles homonymes, voir Piledriver (homonymie).

Animation d'un piledriver

Le Piledriver (« marteau-pilon » en français) est une prise de catch. Cette prise est majoritairement utilisée au catch, mais il est possible de voir des piledrivers dans certains combats d'Ultimate Fighting Championship. Cependant cette manœuvre est aujourd'hui considérée comme illégale sous les règles unifiées de combat libre nord-américain, qui pénalisent toute forme de projection sur la tête ou le cou de l'adversaire ; l'utilisation d'un Piledriver ou d'une de ses variantes, résultera en une déduction de points ou l'arrêt complet du combat à la discrétion de l'arbitre. L'utilisation du piledriver lors de combats d'arts martiaux mixtes est toujours permise en Asie et d'autres régions du monde qui n'ont pas de dispositions portant sur ce type de projection dans leur réglementation.
Le Piledriver traditionnel s'applique habituellement en bloquant la tête de son adversaire entre ses cuisses, en le forçant à se pencher vers l'avant, puis en enroulant le tour de la taille de ses bras, avec un mouvement de levier l'attaquant soulève son adversaire pour ensuite se laisser tomber assis, la tête de ce dernier entrant ainsi directement en contact avec le sol avec la force de leurs poids combinés à tous les deux.
Cette prise peut donc être très dangereuse, et est bannie par la WWE depuis l'accident de Stone Cold Steve Austin lors de son combat contre Owen Hart en 1997. Après un Reverse piledriver, la tête de Steve Austin percuta violemment le matelas du ring, le paralysant momentanément. Malgré cela, le combat continua, ce qui empira l'état du cou et de la colonne vertébrale du catcheur. Cet accident est probablement une des causes de la retraite presque complète de Steve Austin, qui était à l'époque le catcheur babyface qui remplissait le plus les arènes. Seuls certains lutteurs vétérans comme The Undertaker, ont encore le droit de pratiquer cette prise de manière limitée, comme lors d'évènements spéciaux comme WrestleMania par exemple,.
En revanche, les piledrivers ne sont pas bannis dans le circuit indépendant, ni dans le puroresu.

## Histoire du piledriver
Wild Bill Longson est crédité comme étant l'inventeur du piledriver durant l'entre deux guerre. Après la Seconde Guerre mondiale, Bobo Brazil et Buddy Rogers utilisent cette prise. Jerry Lawler la rend célèbre en 1982 en l'utilisant sur le comédien Andy Kaufman,.

## Variantes

### Argentine piledriver
L'attaquant applique un argentine backbreaker rack à son adversaire, puis il le lance vers l'avant et vers le bas, en tenant toujours une jambe, et la tête avant de tomber assis, en conduisant la tête de l'adversaire au sol.

### Belly to back piledriver
L'attaquant et son adversaire sont face à face, l'attaquant place sa tête sous ou entre les jambes de l'adversaire en les agrippant, puis il le soulève et tombe assis ou agenouillé, conduisant la tête directement au sol. Inventé par Takao Omori qui l'a appelé Axe Guillotine Driver.
Le Shoulder belly to back piledriver s'exécute comme un Belly to back piledriver mais au lieu d'écraser la tête, il écrase les épaules. C'est l'ancienne prise de finition de Beth Phoenix, qui le nommait Down in Flames. Elle ne bougeait pas après le piledriver et gardait la position, faisant ainsi un tombé. Actuellement Sheamus l'utilise comme une de ses prises de finition.

### Belly to belly piledriver

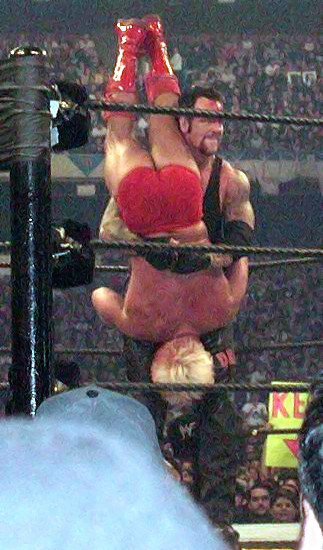
The Undertaker portant son Tombstone piledriver à Ric Flair lors du WrestleMania X8.

Cette prise a été très popularisée par The Undertaker puis plus tard par Kane qui l'utilisent comme prise de finition, le Tombstone (« pierre tombale ») ou le Tombstone Piledriver. Elle est généralement suivie d'un tombé. C'est une variante du Reverse Piledriver, dans laquelle l'attaquant ne retombe pas assis, mais à genoux.
L'attaquant est face-à-face avec la victime. L'attaquant agrippe la taille de l'adversaire et le soulève la tête en bas, le retenant contre son torse. Les abdomens des deux lutteurs sont à ce moment collés. L'attaquant par la suite se laisse tomber sur ses genoux, écrasant la tête de son adversaire au tapis selon un angle droit. Il existe aussi une variante nommée Jumping Tombstone Piledriver faite par The Undertaker pendant WrestleMania XXVI contre Shawn Michaels, qui est exécutée de la même façon sauf qu'Undertaker saute et retombe à genoux.
Justin Credible utilise une version tournante qu'il a nommée That's Incredible. C'est une prise extrêmement dangereuse pour la tête et les cervicales.

### Cradle piledriver
Popularisé par Jerry Lynn, quoique similaire à un piledriver normal, le Cradle piledriver est plus difficile à contrer, une fois dans la position adéquate. La prise varie de l'originelle par l'étreinte de l'adversaire par ses jambes, et non par sa taille. En le prenant plus haut, la force de l'impact est augmentée. 

### Double underhook piledriver
L'attaquant bloque la tête de l'adversaire entre les jambes, puis il applique un underhook à la victime et celui-ci le soulève et tombe dans une position assise ou à genoux pour conduire la tête de l'adversaire au sol. Au Japon et à la CZW cette prise est appelée "tiger driver".

### Flip piledriver
Aussi appelé le Canadian Destroyer, l'attaquant place la tête de son adversaire entre ses jambes comme pour une Powerbomb puis s'élance en avant afin de faire un saut périlleux avant, ou front flip, pour retomber  en position assise tout en tenant son adversaire ce qui entraine la tête de ce dernier au sol. Cette prise est la prise de finition de Petey Williams, appelée canadian destroyer, et a été élue prise de finition de l'année par le magazine Wrestling Observer Newsletter en 2004 et 2005.

Animation d'un canadian destroyer'.

### Michinoku driver II
Il s'agit d'un Scoop slam piledriver avec accompagnement au sol. Il est souvent suivi d'un tombé, la position étant idéale pour attraper la jambe de l'adversaire. C'est la prise de finition de René Duprée.

### Package piledriver
Le package piledriver est comme un piledriver classique mais ce qui le différencie c’est que l’attaquant n’attrape pas le bassin mais les cuisses de son adversaire pour le soulever. C’était la prise de finition à Kevin Steen, aujourd’hui connu sous le nom de Kevin Owens. C’est actuellement la prise de finition à Pentagón Jr. qui la nomme « Fear Factor » .

### Reverse piledriver
C'est cette variante, le Reverse piledriver qui est responsable de l'interdiction des piledrivers à la WWE. Aussi appelé Belly to belly piledriver, l'attaquant applique un scoop à son adversaire, lui enroule la taille avec les bras, puis tombe assis, en conduisant la tête de l'adversaire au sol. Cette prise a été popularisée par Bret Hart, Owen Hart et Shawn Michaels.

### Scoop slam piledriver
L'attaquant applique un scoop à son adversaire et tombe sur ses genoux conduisant la tête contre le matelas. Cette prise est beaucoup utilisée par Hiroyoshi Tenzan dont il l'a nommé TTD (Tenzan Tombstone Driver).

### Vertebreaker
L'attaquant effectue un underhook puis se met dos à dos avec son adversaire ; ensuite il prend l'autre bras de son adversaire et le soulève pour le mettre à la verticale avant de retomber en position assise. C'est la prise de finition de Homicide qu'il nomme Da Gringo Killa ou Da Cop Killa et celle de Gregory Helms à l'époque de la WCW.

### Vertical suplex piledriver
Connu aussi sous le nom de Steiner Screw Driver ou PilePlex. Popularisée par Scott Steiner qu'il apprit au Japon. Variante du reverse piledriver, l'attaquant applique un front facelock et le soulève vers le haut dans une position de souplesse verticale, étant variante du reverse piledriver, il tourne l'adversaire de 180° vers le côté et dans une position de ventre à ventre, il tombe dans en s'asseyant conduisant la tête vers le bas.